# Estação El Belloto
A Estação El Belloto é uma das estações do Metrô de Valparaíso, situada em Quilpué, entre a Estação El Sol e a Estação Las Américas. É administrada pelo Metro Regional de Valparaíso S.A..
Foi inaugurada em 23 de novembro de 2005. Localiza-se no cruzamento da Rua Baquedano com a Rua Almirante Wilson. Atende o setor El Belloto.